# Tögs-Ochiryn Namnansüren
Tögs-Ochiryn Namnansüren (en mongol : Төгс-Очирын Намнансүрэн), né en février 1878 à Uyanga en Övörkhangai et décédé en avril 1919 au même endroit est un homme politique mongol, Premier ministre du pays de novembre 1912 à sa mort.

## Biographie
L'avant-dernier Khalkha Sayn-Noyon-khan Namnansuren est né sur le territoire de l'aimag moderne d'Uver-Khangai, à Uyanga somon, en 1878. Il est le fils du roi Tuzm-Ochir et de Khandmaa Ahaita.
En 1896, à la mort de son père, il monta sur le trône de Sain Noyon Khan et se maria en 1900 avec Magsarjav avec qui il eut un fils, Batsukh.
En juillet 1911, Namnansuren participa à la délégation envoyée par Bogd Gegen VIII à Saint-Pétersbourg dans le but d'obtenir le soutien de l'Empire russe après la déclaration d'indépendance du pays.

### Chef du gouvernement
Namnansuren à la tête de la délégation à Saint-Pétersbourg
En 1912, Namnansuren fut choisi comme chef du gouvernement en tant que figure de compromis, ainsi qu'un Borjigin et un descendant direct de Gengis Khan. De novembre 1913 à janvier 1914, Namnansuren dirigea à nouveau une délégation dans la capitale russe, représentant les intérêts mongols lors de la signature du traité de Kyakhta sur les frontières entre l'Empire russe et la République de Chine ; cependant, la Mongolie intérieure est restée, contrairement à ses souhaits, territoire chinois, et ses tentatives de contacts avec les représentants de certaines délégations occidentales n'ont pas trouvé la sympathie du côté russe.

### Ministre de la Guerre
En 1915-1919, Namnansuren fut ministre de la Guerre (mongol : côté Tsergiin yaamny). En juin 1918, face à la possibilité croissante d'une invasion chinoise, Namnansuren se rendit à Irkoutsk, où il tenta de négocier l'aide des troupes soviétiques pour la Mongolie. Peu de temps après son retour, Namnansuren tomba malade et mourut en avril 1919 ; en juillet, Ourga est occupée par les troupes chinoises.